# Wilhelm Berliner
Wilhelm Berliner (1. května 1881 Vídeň – 17. února 1936 Vídeň) byl generálním ředitelem pojišťovací společnosti Fénix, s níž byl spjat celý jeho život.

## Kariéra
Odbornou společností je vnímán jako kontroverzní postava pojišťovnictví meziválečného období. Z větší rakouské pojišťovny vybudoval dominantní mezinárodní pojišťovnu, která například na území Československa byla jedničkou v životním pojištění. V době svého života byl uznávaný finančním odborníkem, který svými vůdčími schopnostmi a sílícím postavením pojišťovny rozpoutal na československém trhu doposud nevídaný konkurenční boj v podobě implementování prémiových slev, podobně jako v dalších zemích působnosti, zatímco po své smrti v roce 1936, kdy došlo k úpadku pojišťovny, za sebou vykázala finanční ztráty, byl nejen v okruhu pojišťovnictví vnímaný značně negativně. Mimo jiné v Jugoslávii, Německu, Maďarsku a Polsku z tohoto důvodu došlo ke změnám pojišťovacího zákonodárství. Pro tehdejší Československé hospodářství zapříčinil pád pojišťovny škodu o velikosti státního příspěvku na podporu nezaměstnanosti v letech 1932 až 1935.